# Dicrania nitida
Dicrania nitida är en skalbaggsart som beskrevs av Frey 1972. Dicrania nitida ingår i släktet Dicrania och familjen Melolonthidae. Inga underarter finns listade i Catalogue of Life.